# 昆哈河
昆哈河（英語：Kunhar River），位於巴基斯坦開伯爾-普什圖省的一條河流，為傑赫勒姆河右岸支流。幹流河長166（103英里）。
昆哈河源自魯魯薩湖，大約位於曼瑟拉縣納蘭上游約48（30英里）處。幹流貫穿整個曼瑟拉縣，然後成為阿伯塔巴德縣與自由喀什米爾的界河，最終於穆扎法拉巴德南郊的拉哈注入傑赫勒姆河。

## 外部連結
34°17′N 73°29′E / 34.283°N 73.483°E